# Svéd férfi jégkorong-válogatott
A svéd férfi jégkorong-válogatott Svédország nemzeti csapata, amelyet a Svéd Jégkorongszövetség (svédül: Svenska Ishockeyförbundet) irányít. Egyike minden idők legsikeresebb jégkorong-válogatottjainak, és jelenleg a címvédő világbajnok. Tagja a hat legerősebb válogatott nagy hatosnak nevezett nem hivatalos csoportjának Csehország, az Egyesült Államok,  Finnország, Kanada és Oroszország mellett. A válogatott soha nem esett ki a világbajnoki főcsoportból.
A válogatott beceneve Tre Kronor, azaz Három korona, mely a játékosok mezére utal. A válogatott mezén  először 1938. február 12-én szerepelt a három korona az 1938-as jégkorong-világbajnokság során.
A válogatott eddig 11-szer nyerte meg a világbajnokságot. Az olimpiát eddig kétszer sikerült megnyerniük, emellett kétszer másodikak és négyszer harmadikok lettek. 2006-ban az első és eddig egyetlen válogatottként ugyanazon évben nyertek olimpiát és világbajnokságot. 2013-ban hazai pályán szereztek világbajnoki aranyat, amire 1986 óta nem volt példa (akkor a Szovjetunió tudott otthon győzni). A svéd válogatott háromszor volt Európa-bajnok, és két további ezüstérmet szereztek Európa-bajnokságon. Résztvevői a Kanada-kupának, később a Világkupának, valamint az Euro Hockey Tour és Euro Hockey Challenge tornáknak.

## Eredmények

### Európa-bajnokság
- 1910–1914 – nem vett részt
- 1915–1920 – az első világháború miatt nem került megrendezésre
- 1921 –  Arany
- 1922 –  Ezüst
- 1923 –  Arany
- 1924 –  Ezüst
- 1925–1929 – nem vett részt
- 1932 –  Arany

### Világbajnokság
1920 és 1968 között a téli olimpia minősült az az évi világbajnokságnak is. Ezek az eredmények kétszer szerepelnek a listában.
- 1920 – 4. hely
- 1924 – 4. hely
- 1928 –  Ezüstérem
- 1930 – nem vett részt
- 1931 – 6. hely
- 1932 – nem vett részt
- 1933 – nem vett részt
- 1934 – nem vett részt
- 1935 – 5. hely
- 1936 – 5. hely
- 1937 – 10. hely
- 1938 – 5. hely
- 1939 – nem vett részt
- 1940 és 1946 között a II. világháború miatt nem rendeztek vb-t
- 1947 –  Ezüstérem
- 1948 – 4. hely
- 1949 – 4. hely
- 1950 – 5. hely
- 1951 –  Ezüstérem
- 1952 –  Bronzérem
- 1953 –  Aranyérem
- 1954 –  Bronzérem
- 1955 – 5. hely
- 1956 – 4. hely
- 1957 –  Aranyérem
- 1958 –  Bronzérem
- 1959 – 5. hely
- 1960 – 5. hely
- 1961 – 4. hely
- 1962 –  Aranyérem
- 1963 –  Ezüstérem
- 1964 –  Ezüstérem
- 1965 –  Bronzérem
- 1966 – 4. hely
- 1967 –  Ezüstérem
- 1968 – 4. hely
- 1969 –  Ezüstérem
- 1970 –  Ezüstérem
- 1971 –  Bronzérem
- 1972 –  Bronzérem
- 1973 –  Ezüstérem
- 1974 –  Bronzérem
- 1975 –  Bronzérem
- 1976 –  Bronzérem
- 1977 –  Ezüstérem
- 1978 – 4. hely
- 1979 –  Bronzérem
- 1981 –  Ezüstérem
- 1982 – 4. hely
- 1983 – 4. hely
- 1985 – 6. hely
- 1986 –  Ezüstérem
- 1987 –  Aranyérem
- 1989 – 4. hely
- 1990 –  Ezüstérem
- 1991 –  Aranyérem
- 1992 –  Aranyérem
- 1993 –  Ezüstérem
- 1994 –  Bronzérem
- 1995 –  Ezüstérem
- 1996 – 5. hely
- 1997 –  Ezüstérem
- 1998 –  Aranyérem
- 1999 –  Bronzérem
- 2000 – 7. hely
- 2001 –  Bronzérem
- 2002 –  Bronzérem
- 2003 –  Ezüstérem
- 2004 –  Ezüstérem
- 2005 – 4. hely
- 2006 –  Aranyérem
- 2007 – 4. hely
- 2008 – 4. hely
- 2009 –  Bronzérem
- 2010 –  Bronzérem
- 2011 –  Ezüstérem
- 2012 – 6. hely
- 2013 –  Aranyérem
- 2014 –  Bronzérem
- 2015 – 5. hely
- 2016 – 6. hely
- 2017 –  Aranyérem
- 2018 –  Aranyérem
- 2019 – 5. hely

### Olimpiai játékok
- 1920 – 4. hely
- 1924 – 4. hely
- 1928 –  Ezüst
- 1932 – nem vett részt
- 1936 – 5. hely
- 1948 – 4. hely
- 1952 –  Bronz
- 1956 – 4. hely
- 1960 – 5. hely
- 1964 –  Ezüst
- 1968 – 4. hely
- 1972 – 4. hely
- 1976 – nem vett részt
- 1980 –  Bronz
- 1984 –  Bronz
- 1988 –  Bronz
- 1992 – 5. hely
- 1994 –  Arany
- 1998 – 5. hely
- 2002 – 5. hely
- 2006 –  Arany
- 2010 – 5. hely
- 2014 –  Ezüst
- 2018 – 5. hely
- 2022 – 4. hely

### Kanada-kupa/Világkupa
- 1976 – 4. hely
- 1981 – 5. hely
- 1984 –  Ezüst
- 1987 –  Bronz
- 1991 – 4. hely

- 1996 – kikapott az elődöntőben
- 2004 – kikapott a negyeddöntőben
- 2016 – kikapott az elődöntőben

### Euro Hockey Tour
- 1996–97 –  Ezüst
- 1997–98 –  Ezüst
- 1998–99 –  Arany
- 1999–00 – 4. hely
- 2000–01 –  Bronz
- 2001–02 –  Bronz
- 2002–03 – 4. hely
- 2003–04 –  Ezüst
- 2004–05 –  Ezüst
- 2005–06 –  Ezüst
- 2006–07 –  Arany
- 2007–08 – 4. hely
- 2008–09 –  Bronz
- 2009–10 – 4. hely
- 2010–11 –  Ezüst
- 2011–12 – 4. hely
- 2012–13 – 4. hely
- 2013–14 – 4. hely
- 2014–15 –  Arany
- 2015–16 –  Arany
- 2016–17 – 4. hely
- 2017–18 – 4. hely
- 2018–19 –  Bronz

### Euro Hockey Challenge
- 2011 –  Ezüst
- 2012 – 5. hely
- 2013 –  Arany
- 2014 –  Arany
- 2015 –  Ezüst
- 2016 – 6. hely
- 2017 – 5. hely
- 2018 –  Bronz

## Szövetségi kapitányok
- Billy Harris (1971–1972)
- Kjell Svensson (1972–1974)
- Ronald Pettersson (1974–1976)
- Hans Lindberg (1976–1978)
- Tommy Sandlin (1978–1980)[2]
- Bengt Ohlson (1980–1981)
- Anders Parmström (1981–1984)
- Leif Boork (1984–1985)
- Curt Lindström (1985–1986)
- Tommy Sandlin (1986–1990)
- Conny Evensson (1990–1992)
- Curt Lundmark (1992–1995)
- Kent Forsberg (1995–1998)
- Peter Wallin, general manager (1998–2000)
- Hardy Nilsson (2000–2004)[3]
- Bengt-Åke Gustafsson (2005–2010)
- Pär Mårts (2010–2016)
- Rikard Grönborg (2016–2019)[4]
- Johan Garpenlöv (2019–)[5]